# Passager 57
Pour plus de détails, voir Fiche technique et Distribution.
Passager 57 (Passenger 57) est un film d'action américain réalisé par Kevin Hooks, sorti en 1992. Il met en vedette Wesley Snipes, Bruce Payne, Tom Sizemore et Bruce Greenwood. La musique du film est signée Stanley Clarke, et durant le générique de fin, on peut y entendre la chanson Too High de Stevie Wonder.
Le film débute alors que le terroriste Charles Rane decide de se faire refaire le visage. Mais il est appréhendé avant d'avoir pu mettre son plan à exécution. Le FBI embarque incognito Rane à bord du vol 163 d'Atlantic International, un avion de ligne (un  Lockheed L-1011 TriStar), dans lequel a pris place John Cutter, chef de la sécurité aérienne de la compagnie Atlantic International Airlines, hanté par la récente disparition de sa femme, abattue par un gangster. Ce qu'ignorent les agents du FBI, c'est que des complices de Rane sont montés dans l'avion. Après le décollage de l'appareil, les terroristes surgissent, prennent les passagers en otages et dictent leurs ordres à l'équipage. Mais Cutter, n'écoutant que son courage, se fait fort de sauver ses compagnons d'infortune.

## Synopsis
Le terroriste international britannique Charles Rane, dont la carrière a été surnommée « The Rane of Terror » par les médias, est arrêté par le FBI et les autorités locales à Miami, alors qu'il s'apprêtait à subir une chirurgie plastique afin d'échapper aux forces de l'ordre. Le FBI envisage de renvoyer Rane à Los Angeles pour y être jugé.
Le vétéran veuf des forces de l'ordre, John Cutter, a mené une carrière honorable en tant qu'officier de police réputé, soldat décoré et agent fiable des services secrets, connu pour sa position ferme sur les crimes de haut niveau. Ayant été constamment hanté par les souvenirs de la mort de sa femme dans un braquage de dépanneur, Cutter a lancé un cours spécialisé dans la formation des agents de bord à l'autodéfense. Après un cours, Cutter est approché par un vieil ami, Sly Delvecchio, qui lui propose la vice-présidence d'une nouvelle unité antiterroriste pour sa compagnie, Atlantic International Airlines. Cutter est réticent, mais Delvecchio et le président de l'entreprise, Stuart Ramsey, finissent par le convaincre d'accepter l'offre.
Enregistré comme le 57e passager sur un vol Atlantic International à destination de Los Angeles (un Lockheed L-1011 TriStar), où l'une de ses élèves Marti Slayton, est l'une des hôtesses de l'air. Rane et ses deux escortes du FBI sont également à bord. Après le décollage du vol, plusieurs hommes de main à l'emploi de Rane, se faisant passer pour des agents de bord et des passagers, tuent les agents du FBI, libèrent Rane et sécurisent l'avion en tuant également le capitaine. Cutter, alors dans les toilettes, parvient à utiliser le téléphone de bord de l'avion pour avertir Delvecchio de la situation, mais Cutter est bientôt attrapé par l'un des hommes de main de Rane.
Cutter domine le brigand et prend son arme; il utilise ensuite celui-ci dans un étranglement comme bouclier pour affronter Rane, mais un Rane indifférent montre sa cruauté en assassinant un passager de sang-froid. Cutter se rend compte qu'il est surpassé et s'échappe avec Marti dans la soute, tandis que Rane tue l'homme de main que Cutter a maîtrisé, déclamant son "incompétence". Cutter envoie un autre des hommes de Rane, Vincent, déguisé en traiteur. Cutter déclenche des circuits pour vider le carburant de l'avion, forçant Rane à ordonner aux pilotes survivants d'atterrir sur un petit aérodrome de Louisiane. Alors que Cutter et Marti se préparent à s'échapper lors de l'atterrissage, Marti est attrapée par Forget et il expulse Cutter de l'avion. Le shérif local, Leonard Biggs, et ses adjoints arrêtent Cutter, pensant qu'il est un terroriste, et l'emmènent au bâtiment de l'aéroport.
Rane contacte la tour du terrain et demande le ravitaillement en carburant, pour lequel il promet que la moitié des passagers seront libérés. Pour chaque tranche de cinq minutes de résistance ou d'indécision, Rane ordonnera l'exécution de cinq passagers. Rane affirme également à tort que Cutter est l'un de ses propres hommes qui s'est retourné contre lui. Biggs donne le feu vert pour le ravitaillement en carburant, et alors que les passagers sont libérés, Rane et certains de ses hommes s'échappent de l'avion. Cutter profite de la libération des passagers comme une diversion, s'échappe du shérif et poursuit Rane et ses hommes dans une foire de comté locale, où il parvient à tuer l'un des hommes de Rane. Alors que Cutter se bat avec Rane, la police arrive et capture ce dernier, les agents du FBI suivent et confirment la véritable identité de Cutter à la police.
De retour à la tour de l'aérodrome, Rane annonce que s'il ne contacte pas l'avion et ne donne pas l'autorisation de vol, ses hommes à bord ont reçu pour instruction de tuer le reste des otages. Les agents du FBI s'arrangent pour ramener Rane à l'avion, escorté par deux agents, avec des plans pour qu'un tireur d'élite abatte Rane et leur permette de prendre d'assaut l'avion pour sauver les otages. Cependant, le tireur d'élite est Vincent, qui tue les escortes mais est abattu par Cutter, et Rane rentre à l'intérieur en toute sécurité. Il ordonne alors aux pilotes de décoller, tandis que Cutter, avec l'aide de Biggs, parvient à sauter d'une voiture sur l'avion à partir du train d'atterrissage avant alors qu'il s'apprête à décoller.
À l'intérieur, Cutter s'occupe d'autres complices de Rane avant de se battre avec ce dernier. Une balle perdue brise sur un hublot de l'avion, provoquant une décompression explosive, et une porte explose. Cutter parvient à rapprocher Rane de la porte ouverte et le jette hors de l'avion, ce qui envoie celui-ci, hurlant de terreur, dans le ciel nocturne où il tombe à 35 000 pieds (11 km) jusqu'à sa mort. L'avion retourne à l'aérodrome, où les agents du FBI sécurisent Sabrina Ritchie, la seule agent de bord restante encore complice de Rane, et les otages qui restent sont libérés. Au milieu des félicitations et des célébrations, Marti et Cutter quittent au loin main dans la main, avant que le chef Biggs ne leur offre de les raccompagner à bord de son véhicule.

## Fiche technique
- Titre français : Passager 57
- Titre original : Passenger 57
- Réalisation : Kevin Hooks
- Scénario : David Loughery et Dan Gordon (en)
- Production : Dan Paulson, Lee Rich, Dylan Sellers, Robert J. Anderson Jr. et Jonathan Sheinberg
- Musique : Stanley Clarke
- Photographie : Mark Irwin
- Montage : Richard Nord (en)
- Décors : Jaymes Hinkle
- Costumes : Brad R. Loman
- Société de production et de distribution : Warner Bros.
- Pays d'origine : États-Unis
- Langue : Anglais
- Format : Couleurs - 2,35:1 - Dolby - 35 mm
- Genre : Action
- Durée : 84 min
- Dates de sortie : 
  - États-Unis : 6 novembre 1992
  - France : 26 mai 1993

## Distribution
- Wesley Snipes (VF : Jacques Martial ; VQ : Pierre Chagnon) : John Cutter, chef de la sécurité aérienne Atlantic International Airlines et ex-policier
- Bruce Payne (VF : Patrick Guillemin ; VQ : Denis Mercier) : Charles Rane
- Tom Sizemore (VF : Georges Caudron ; VQ : Léo Ilial) : Sylvester « Sly » Delvecchio, vieil ami de Cutter et vice-président d'Atlantic International Airlines
- Alex Datcher (VF : Hélène Chanson ; VQ : Anne Bédard) : Marti Slayton, agente de bord
- Bruce Greenwood (VF : Vincent Violette ; VQ : Yves Corbeil) : Stuart Ramsey, président d'Atlantic International Airlines
- Robert Hooks (VF : Mario Santini ; VQ : Victor Désy) : Dwight Henderson, agent du FBI
- Elizabeth Hurley (VF : Sybille Tureau ; VQ : Linda Roy) : Sabrina Ritchie
- Ernie Lively (VF : Jean-Claude Sachot) : le chef Leonard Biggs, shérif de la police municipale
- Michael Horse (VQ : Hubert Gagnon) : Forget
- Marc Macaulay (en) (VF : Jean-François Aupied ; VQ : Jean-Marie Moncelet) : Vincent
- Duchess Tomasello (VF : Liliane Gaudet) : Mme Edwards
- William Edward Roberts : Matthew
- Dennis Letts (VF : René Morard) : Frank Allen
- Janis Benson : Nora Allen
- James Short : Allen
- Joel Fogel : Dr Bauman

## Production

### Tournage
Le tournage s'est déroulé à Orlando et Sanford, en Floride.

### Choix des interprètes
- Sylvester Stallone devait incarner le rôle de John Cutter mais fut débordé par le tournage du film Cliffhanger : Traque au sommet. Eddie Murphy, Brian Bosworth et Denzel Washington y étaient également envisagés avant que Wesley Snipes n'obtienne le rôle principal.
- Michael Madsen devait jouer le rôle de Sly Delvecchio, finalement interprété par Tom Sizemore.

## Bande originale
La musique du film est signée par le bassiste américain de jazz fusion, Stanley Clarke.
| 1. Lookin' Good (Cutter's Theme) 2. Lisa 3. Cruisin' 4. Rane To Plane 5. Fight 6. Skyjack 7. What Is The Plan? 8. Just Lookin' Good (Cutter's Theme) 9. Big Fall | 10. Motorcycles 11. Have A Nice Flight 12. Just Cruisin' 13. Ferris Wheel 14. Let Me Tell Him 15. Tracking Rane 16. Chaos On The Tarmac 17. Anything Wet 18. Flight Fight |

## Sortie et accueil
Le film connaît un succès commercial, rapportant 66 502 653 $ de recettes mondiales, dont 44 065 653 $ aux États-Unis et 22 437 000 $ à l'international,, pour un budget de production de 15 000 000 $. En France, il totalise 470 590 entrées.

## Analyse